# 토리타티베리나
토리타티베리나(이탈리아어: Torrita Tiberina )는 이탈리아 라치오주 로마현에 위치한 코무네다. 로마로부터 북쪽 40km 거리에 있다. 2004년 12월 31일 기준으로 인구는 1,010명, 면적은 10.8제곱킬로미터(4.2제곱마일)이다.
필라차노, 몬토폴리디사비나, 나차노, 포조미르테토 등의 지방 자치체들과 경계를 하고 있다.